# Saskia Mulder
Saskia Mulder, née le 18 mai 1973 à La Haye, est une actrice néerlandaise.

## Biographie
Saskia Mulder est la sœur cadette de Karen Mulder. Elle a entamé des études d'économie à l'Université Érasme de Rotterdam mais s'en est lassée assez rapidement et est partie à Paris où elle faisait un travail de mannequinat pour gagner sa vie et se payer des cours de théâtre. Elle a joué des rôles dans des films français, britanniques et néerlandais et a écrit un roman, Même Superwoman a appris à voler, publié en 2003. Elle est surtout connue pour ses rôles dans la série télévisée The Book Group et le film The Descent.

## Filmographie

### Cinéma
- 1996 : Les Deux Papas et la Maman : non créditée
- 1997 : Amour et Confusions : la top-model
- 1998 : Déjà mort : Petra
- 1998 : Bimboland : Vanessa
- 2000 : La Plage : Hilda
- 2001 : Dieu est grand, je suis toute petite : Cécile
- 2005 : The Descent : Rebecca
- 2009 : The Descent 2 : Rebecca

### Télévision
- 1997 : Jonathan Creek (saison 1, épisode 1) : Francesca Boutron
- 1997 : Navarro (saison 9, épisode 3) : Karine
- 2002 - 2003 : The Book Group (12 épisodes) : Fist de Grooke
- 2006 : Evelien (5 épisodes): Buurvrouw
- 2006 : Holby City (saison 8 épisode 51) : Marta Van Der Kolk